# Wilson Contreras
Wilson Enrique Contreras Trujillo (Vallenar, Chile, 5 de octubre de 1967) es un exfutbolista chileno y actual entrenador. Jugaba de mediocampista y militó en diversos clubes de Chile.

## Trayectoria

### Como jugador
En 1982 entro a estudiar al Caja de Crédito y Fomento Minero, para luego trabajar en la Empresa Eléctrica de Atacama y luego a la Empresa Nacional de Explosivos, compaginando sus labores con el fútbol. En el verano de 1990, tras la insistencia de Sergio Magnata, se fue a probar a Regional Atacama, debutando en el primer equipo en junio del mismo año. En 1993 logró el ascenso para la Primera División 1994.En 1995 pasó a Huachipato de la Primera División, donde estuvo hasta 1997. 
En 1998 pasó a defender los colores de Colo Colo,en donde formó parte del plantel que se tituló campeón de Primera División esa misma temporada.Luego de ser despedido junto a José Yates, el año 2000 firma por Coquimbo Unido.Los dos últimos años de su carrera defendió la camiseta de Deportes La Serena en Primera B.

### Como entrenador
Luego de su carrera como futbolista, trabajó como camionero y taxista en Argentina y Paraguay, debiendo regresar a Chile por una enfermedad de su padre. Ya en Chile, realizó el curso de entrenador en el INAF, dirigiendo a Deportes Vallenar en su ciudad natal.

## Selección chilena
Tras ser nominado por Mirko Jozic a la selección Chilena en 1994, Contreras debutó en un partido amistoso ante Bolivia. 
También participó en las Clasificatorias del Mundial de Francia 1998, participando en dos encuentros frente a un mismo rival: Argentina, en Buenos Aires, el 15 de diciembre de 1996 (entrando en el minuto 65 por Víctor Hugo Castañeda), cuyo resultado final fue empate 1 a 1 y en Santiago el 10 de septiembre de 1997 (entrando en el once inicial y jugando los noventa minutos) y cuyo resultado fue 1 a 2 en favor del elenco albiceleste.

### Participaciones en eliminatorias a la Copa del Mundo
| Eliminatoria                 | Sede    | Resultado   | Posición | Partidos |
| ---------------------------- | ------- | ----------- | -------- | -------- |
| Clasificatorias Francia 1998 | Francia | Clasificado | 4.º      | 2        |

### Partidos internacionales
| 1     | 21 de septiembre de 1994 | Estadio Nacional, Santiago, Chile                         | Chile      | 1-2 | Bolivia   |   |  | Mirko Jozić   | Amistoso                     |
| 2     | 15 de diciembre de 1996  | Estadio Antonio Vespucio Liberti, Buenos Aires, Argentina | Argentina  | 1-1 | Chile     |   |  | Nelson Acosta | Clasificatorias Francia 1998 |
| 3     | 10 de septiembre de 1997 | Estadio Nacional, Santiago, Chile                         | Chile      | 1-2 | Argentina |   |  | Nelson Acosta | Clasificatorias Francia 1998 |
| 4     | 7 de noviembre de 1997   | Estadio Regional, Antofagasta, Chile                      | Chile      | 4-1 | Guatemala |   |  | Nelson Acosta | Amistoso                     |
| Total | Total                    | Total                                                     | Presencias | 4   | Goles     | 0 |  |               |                              |

| Selección chilena | Selección chilena | Selección chilena |
| Año               | Partidos          | Goles             |
| ----------------- | ----------------- | ----------------- |
| 1994              | 1                 | 0                 |
| 1996              | 1                 | 0                 |
| 1997              | 2                 | 0                 |
| Total             | 4                 | 0                 |

## Clubes

### Como jugador
| Club               | País  | Año       |
| ------------------ | ----- | --------- |
| Regional Atacama   | Chile | 1990-1994 |
| Huachipato         | Chile | 1995-1997 |
| Colo Colo          | Chile | 1998-1999 |
| Coquimbo Unido     | Chile | 2000-2001 |
| Deportes La Serena | Chile | 2002-2003 |

### Como entrenador
| Club              | País  | Año  |
| ----------------- | ----- | ---- |
| Deportes Vallenar | Chile | 2014 |
| Deportes Vallenar | Chile | 2023 |

## Palmarés

### Como jugador

#### Campeonatos nacionales
| Título           | Club      | País  | Año  |
| ---------------- | --------- | ----- | ---- |
| Primera División | Colo-Colo | Chile | 1998 |